# Nikolaus von Üxküll-Gyllenband
Nikolaus Graf von Üxküll-Gyllenband (født 14. februar 1877 i Güns i Ungarn, død 14. september 1944 i Berlin i Tyskland) var en tysk oberst, som var en central person i modstandskampen mod Hitler og i 20. juli-attentatet. Hans ældre søster Caroline var moderen til Claus Schenk von Stauffenberg.
Ved den nazistiske magtovertagelse i 1933 var han først positiv, og arbejdede fra 1936 i Reichskommissariat für die Preisbildung. Efter udbruddet af 2. verdenskrig i 1939 rekrutterede han sin nevø i modstandsarbejdet mod nazisterne. Senere blev han kontaktperson for Stauffenbergs modstandsgruppe i protektoratet Böhmen og Mähren.
Tre dage efter at 20. juli-attentatet slog fejl blev han arresteret. Den 14. september 1944 blev han dømt til døden efter en hastig retsssag i Volksgerichtshof, under ledelse af Roland Freisler. Han blev hængt i Plötzensee-fængslet i Berlin samme dag.